# Ломар
Ломар (нем. Lohmar) — город в Германии, в земле Северный Рейн-Вестфалия.
Подчинён административному округу Кёльн. Входит в состав района Рейн-Зиг. Население составляет 30894 человек (на 31 декабря 2023 года). Занимает площадь 65,55 км². Официальный код — 05 3 82 028.

## География

### Поселения
В состав города входят 30 населённых пунктов: Аггер (Agger), Альбах (Albach), Альгерь (Algert), Бирк (Birk), Брайдт (Breidt), Вальшайд (Wahlscheid), Веген (Weegen), Вильпюц (Wielpütz), Гебер (Geber), Гримберг (Grimberg), Дальхаус (Dahlhaus), Дезем (Deesem), Донрат (Donrath), Дурбуш (Durbusch), Ингер (Inger), Кравинкель (Krahwinkel), Ломар (Lohmar), Мухензифен  (Muchensiefen), Нойхонрат (Neuhonrath), Оберштехёе (Oberstehöhe), Хайде (Heide), Хаузен (Hausen), Хеппенберг (Heppenberg), Хёффен (Höffen), Хонрат (Honrath), Хофе (Hove), Хофен (Hoven), Шайд (Scheid), Шайдерхёе (Scheiderhöhe), Элльхаузен (Ellhausen).

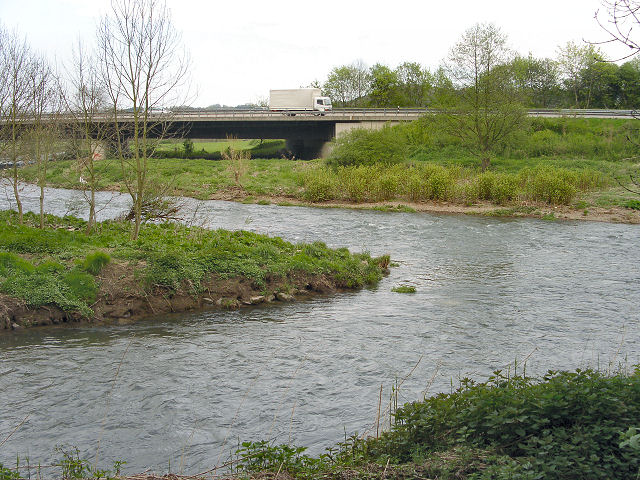
Ломар